# Manfred Hofmann
Manfred Hofmann, nemški rokometaš, * 30. januar 1948, Großwallstadt.
Leta 1976 je na poletnih olimpijskih igrah v Montrealu v sestavi nemške rokometne reprezentance osvojil četrto mesto.